# Хуліо Мусімессі
Хуліо Мусімессі (ісп. Julio Musimessi, 9 липня 1923, Ресістенсія — 27 серпня 1996, Морон) — аргентинський футболіст, що грав на позиції воротаря.
Перший воротар в аргентинському футболі, який почав виступати без наколінників. Другою особливістю були гетри, недбало опущені над взуттям. Він був одним з голкіперів, який не читав гру і не міг передбачити, що станеться. Він компенсував це своїми дивовижними рефлексами, часто відбиваючи м'ячі навіть з відстані 3 метри. Він був улюбленцем фанатів, бо ніколи не шкодував себе і боровся за кожен, навіть безнадійний м'яч із відданістю. Паралельно з футболом він присвятив себе співу, маючи власну передачу на радіо, за що отримав прізвисько El Arquero Cantor (ісп. Співаючий воротар). Компакт-диск із його піснями був присвячений шанувальникам «Бока Хуніорс». Після своєї кар'єри він заснував бар в Мороні.
Виступав, зокрема, за клуби «Ньюеллс Олд Бойз» та «Бока Хуніорс», ставши чемпіоном Аргентини, а також національну збірну Аргентини. У складі збірної — переможець чемпіонату Південної Америки та учасник чемпіонату світу. Був одним з найкращих воротарів аргентинського футболу 1950-х років.

## Клубна кар'єра
Народився 9 липня 1923 року в місті Ресістенсія. Спочатку він грав у баскетбол. Одного разу його друзі-футболісти, які знали вміння Мусімессі ловити м'яч, запросили його пограти у футбол: їм був потрібен воротар через травму основного голкіпера їх команди. Поступово Мусімессі кинув баскетбол і став займатися виключно футболом. Його першою командою став клуб «Бока Унідос» з Коррієнтеса.

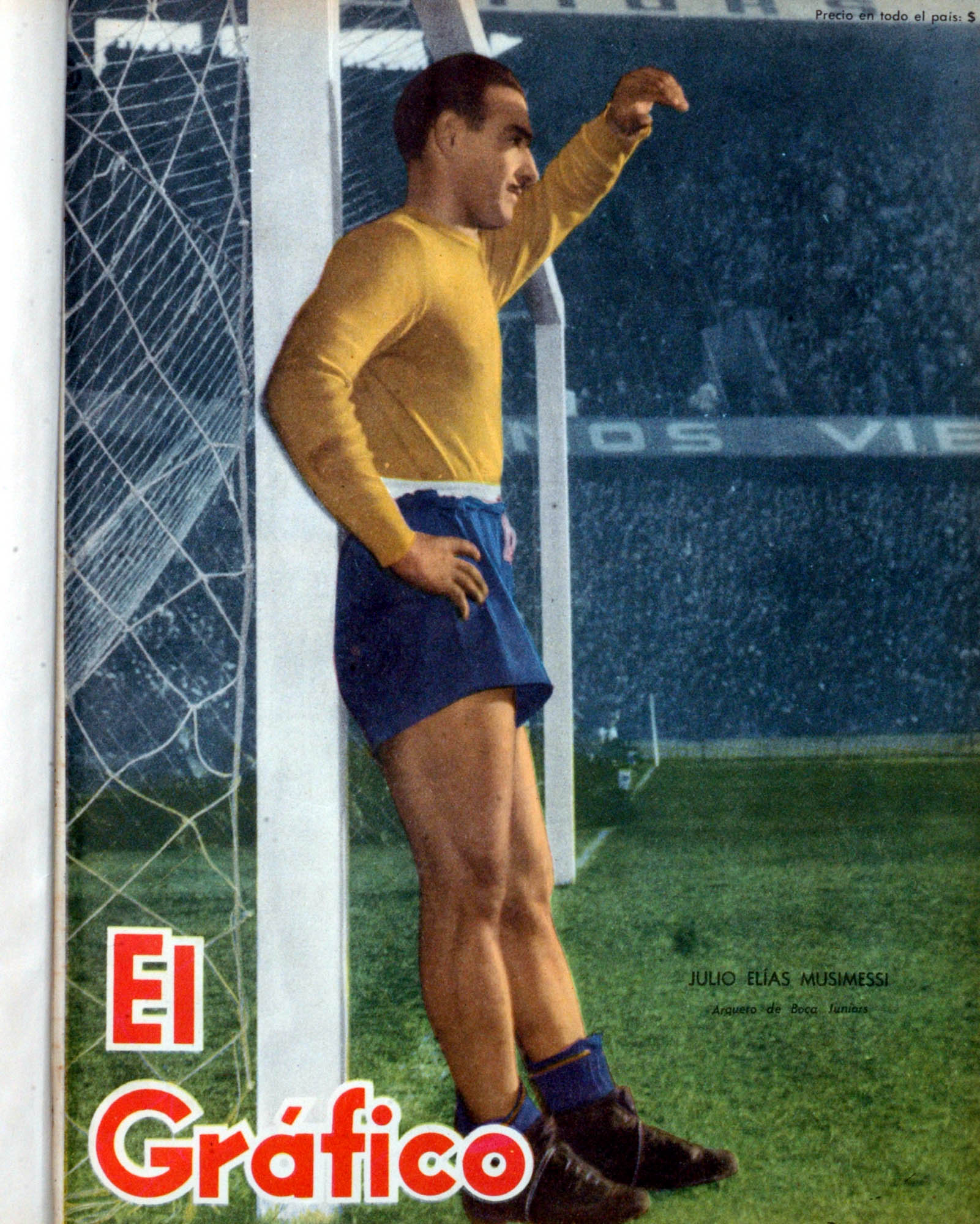
Хуліо Мусімессі у воротах «Бока Хуніорс». 1957 рік.

В 1943 році 19-річний Мусімессі перейшов в клуб «Ньюеллс Олд Бойз», але в офіційній грі Мусімессі дебютував тільки в 1950 році. Всього за клуб він зіграв 183 матч.
У 1953 році він перейшов в клуб «Бока Хуніорс» разом з партнерами по «Ньюеллс», Хуаном Карлосом Кольманом і Франсіско Ломбардо. Він дебютував у складі команди 5 квітня 1953 року в матчі з клубом «Росаріо Сентраль», який завершився внічию 0:0. З «Бокою» він у 1954 році виграв чемпіонат Аргентини, перший для клубу за 10 років. Мусімессі виступав у «Боці» протягом 6 років, зігравши в 155 матчах.
Завершив ігрову кар'єру у чилійській команді «Грін Кросс», за яку виступав протягом 1960—1961 років.

## Виступи за збірну
1952 року дебютував в офіційних матчах у складі національної збірної Аргентини. Його дебютною грою став матч проти Іспанії в Мадриді. Після гри Сантьяго Бернабеу запросив його в свій клуб, «Реал Мадрид», проте керівники «Боки Хуніорс» сказали йому, що він справжній «бокіненсе», і Мусімессі, не тільки воротар, але і вболівальник клубу, вирішив залишитися в команді.
У складі збірної був учасником чемпіонату Південної Америки 1955 року у Чилі, здобувши того року титул континентального чемпіона, провівши 4 гри. В матчі проти Уругваю, він на 82-й хвилині відбив пенальті від Оскара Мігеса.
На наступному чемпіонаті Південної Америки 1956 року в Уругваї Мусімессі провів всі 5 матчів і пропустив 3 м'ячі, а його команда здобула бронзові нагороди.
Згодом Мусімессі поїхав на чемпіонат світу 1958 року у Швеції, проте там не зіграв жодного матчу, оскільки головним воротарем команди був Амадео Каррісо.
Всього протягом кар'єри у національній команді, яка тривала 7 років, провів у її формі 14 матчів, пропустивши 11 голів.

## Особисте життя

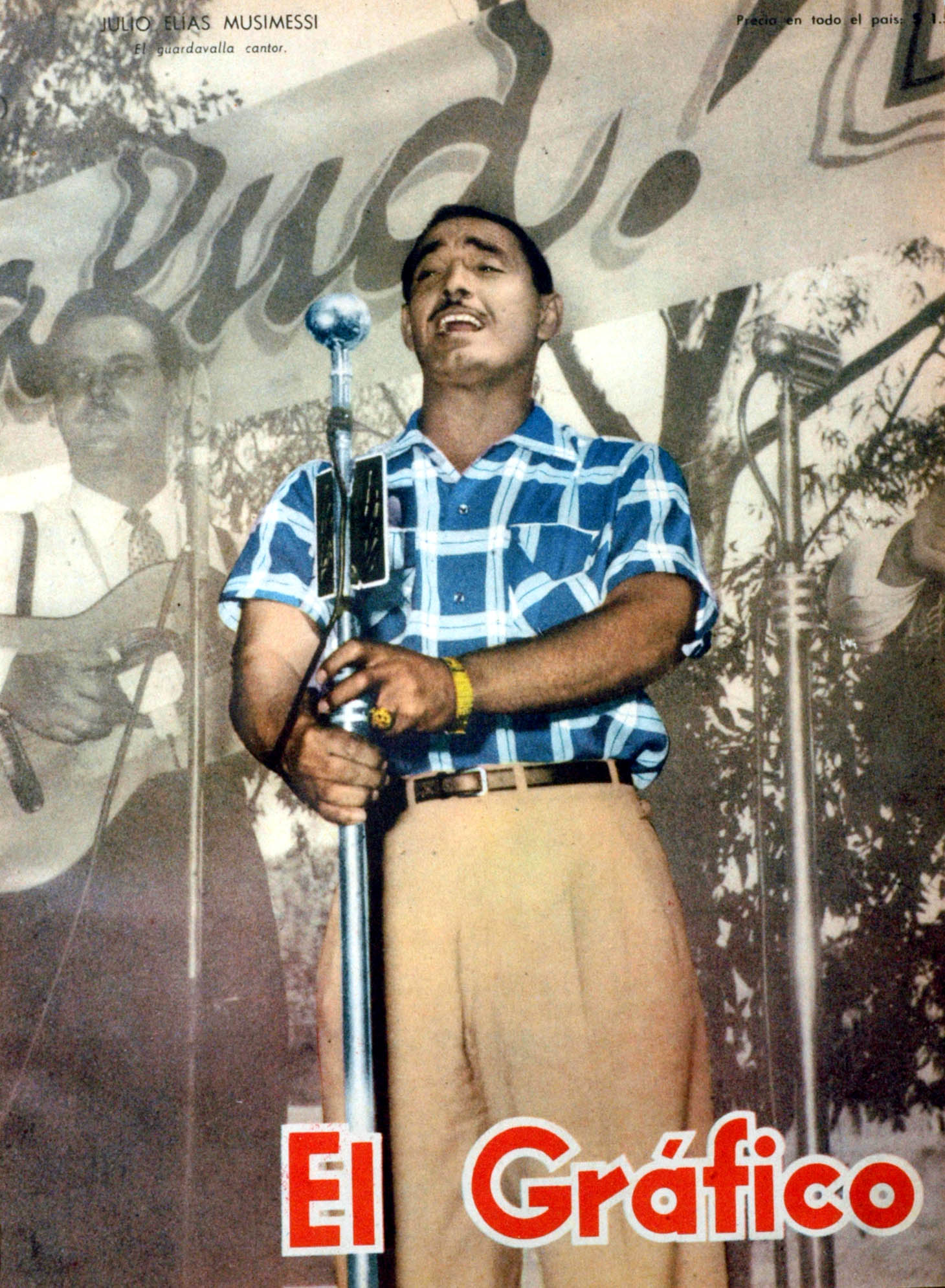
Хуліо Мусімессі на сцені. 1956 рік.

Одночасно з футболом Мусімессі був співаком, виступаючи на відкритих концертах і радіо LR2. Пізніше він випустив альбом зі своїми піснями. Найбільш відомою його композицією стала пісня «Viva voca». За це Хуліо Еліас отримав прізвисько «Співаючий голкіпер».
Після завершення кар'єри Мусімессі відкрив закусочну в місті Морон. У 1986 році, коли він ввечері закривав свій заклад, група молоді, яку не пустили в заклад, відкрила по ньому вогонь з вогнепальної зброї, в результаті Мусімессі отримав два поранення. Він провів кілька днів у комі. Незважаючи на це, Мусімессі вдалося відновитись У лікарні його регулярно відвідували футбольні діячі, серед яких Амадео Каррісо, один з найкращих воротарів в історії Аргентини.
27 серпня 1996 року Мусімессі помер в санаторії Агуеро де Морон, куди був направлений через крововилив в мозок. Він був похований на місцевому цвинтарі, а у вересні 2006 року його останки перенесли в спеціальний сектор на цвинтарі Парк Іраола, де ховають відомих гравців «Боки Хуніорс».

## Титули і досягнення
- Чемпіон Аргентини (1):

«Бока Хуніорс»: 1954
- Переможець чемпіонату Південної Америки (1):

Аргентина: 1955
- Бронзовий призер Чемпіонату Південної Америки (1):

Аргентина: 1956